# 吕氏春秋
《呂氏春秋》，又稱《呂览》，战國時代末期的一部政治理论散文的彙編，共26卷，160篇，完成於秦王政六年（公元前241年），為秦国相国吕不韦主持，召集門客各派學者編纂而成。
《吕氏春秋》内容涉及甚广，以道家黃老思想为主，兼收儒、名、法、墨、农和阴阳各先秦諸子百家言論，是杂家的代表作，也是中国古代类书的起源。

## 內容
全书共分十二纪、八览、六论三大部分。每篇又有一些子篇。十二紀按四季、十二月份排列，每一紀有紀首一篇和論文四篇共五篇，十二紀共計六十子篇。八覽各覽有論文八篇，《有始覽》缺一篇，共計六十三子篇。六論每論有六篇，共計三十六子篇。加上十二紀末的《序意》一篇，全書計有子篇一百六十篇。二十餘萬言。
《吕氏春秋》的论证方式具有明显的实证主义特征，以“实然”为出发点，而非以“应然”为依据。

### 贵生
《吕氏春秋》中主张，人应量力而行，一切以“利生”为原则，在确保自己生命健康的情况下参与国家大事，“只有不因享有天下而危害自己生命的人，才可以托付天下。”

### 自然之道
吕不韦在《吕氏春秋》中不是简单提倡遵循自然之道，而是从自然之道中寻找统治的合法性与正当性。天道不像老子说得那么“不可捉摸”，而是“清清楚楚地摆在那里”。《吕氏春秋》的自然法思想得到历朝历代重视，以天道为先验准则，以情境为选择依据。

### 与儒家、墨家关系
《吕氏春秋》认同儒家的仁义思想，认为德治是国家的根本。《吕氏春秋》反对墨家的偃兵观，指出战争从人类诞生之初起就存在，因此军队必不可少。《吕氏春秋》提出义兵观，即有权讨伐不遵循天道、压迫人民的“不义之君”。

### 反对禁欲主义
《吕氏春秋》反对压制欲望，主张顺导情欲。

### 国家起源与目的
《吕氏春秋》认为，国家起源于人们聚集在一起抵抗严寒野兽的需要，故而需要秩序。设置君主不是让君主谋取私利，设置天子不是让天子谋取私利，设置官长也不是让官长谋取私利。

### 反对诉诸动机
《吕氏春秋》中记载了多个寓言故事，说明诉诸动机中的逻辑谬误。

## 部分段落
知不知，上矣。过者之患，不知而自以为知。——《吕氏春秋·论·似顺论》
凡事之本，必先治身——《吕氏春秋·纪·季春纪》
古之得道者，穷亦乐，达亦乐，所乐非穷达也。——《吕氏春秋·览·孝行览》
见乐则淫侈，见忧则诤治，此人之道也。——《吕氏春秋·论·似顺论》
天下大乱，无有安国；一国尽乱，无有安家；一家尽乱，无有安身。——《吕氏春秋·论·士容论》
东面望者不见西墙，南乡视者不睹北方——《吕氏春秋·览·有始览》
甘露时雨，不私一物；万民之主，不阿一人。——《吕氏春秋·纪·孟春纪》
类同相召，气同则合，声比则应。——《吕氏春秋·览·恃君览》
任力者故劳，任人者故逸。——《吕氏春秋·论·开春论》
知之盛者，莫大於成身，成身莫大於学。——《吕氏春秋·纪·孟夏纪》
尺之木必有节目，寸之玉必有瑕适。——《吕氏春秋·览·离俗览》

辞多类非而是，多类是而非。是非之经，不可不分。——《吕氏春秋·论·慎行论》

## 后续
此書完稿後，呂不韋將其公佈在秦首都咸陽的城門上，公告天下，只要有人能在書中增刪一字，就賞賜千金。這是“一字千金”的典故。其编纂目的在于为秦帝统一天下、治理国家提供参考。
漢代学者高诱认为，《吕氏春秋》不可能沒錯誤，但當時無人能改一字，他指出這是因為“时人非不能也，盖惮相国，畏其势耳。”

## 評價
- 《四库全书总目》說：“不韋固小人，而是书较诸子之言独为醇正。大抵以儒為主，而参以道家、墨家。故多引六籍之文典与孔子、曾子之言；其他如论音则引《乐记》，论铸剑则引《考工记》，虽不著篇名，而其文可案。所引莊、列之言，皆不取放诞恣肆者；墨翟之言，不取其《非儒》、《明鬼》者；而纵横之术、刑名之说，一無及焉；其持论颇为不苟。”
- 清代学者李慈铭认为，《吕氏春秋》除了对既有的儒、墨、道、法、刑、名、兵各家进行阐发之外，本身並没有任何新的思想和創見。最大貢獻還在於“殷周佚说，赖以谨存，尤可宝贵。”[14]
- 熊培云在《自由在高处》一书中评价，《吕氏春秋》“蕴含着非常丰富的现代性，比如对财产权和人身权的重视，对生命和自然秩序的敬畏，对地方自治和包产到户的肯定，对言论自由和精神独立的颂扬，对种族平等、人权高于主权的推崇”。[15]
- 呂思勉《先秦學術概論･第十七章 雜家》：雜家之書，存於今者，為《屍子》及《呂氏春秋》。《屍子》僅有後人輯本，闕佚已甚。就其存者，大抵為儒、道、墨、法四家之言。《呂氏春秋》，則首尾大略完具,編次亦極整齊。不徒包蘊弘富，並可借其編次，以考見古代學術之條理統系，誠藝林之瑰寶也。[16]

## 校注釋作
東漢高誘著《呂氏春秋注》。清代畢沅有《呂氏春秋新校正》，另外還有刘咸炘《〈吕氏春秋〉发微》、《〈吕氏春秋〉疏》、宋慈袌《〈吕氏春秋〉补正》、刘文典《〈吕氏春秋〉斠补》、孙人和《〈吕氏春秋〉举正》、谭戒甫《吕子辑校补正》等。近人許維遹有《呂氏春秋集釋》，是继东汉高诱《〈吕氏春秋〉注》、清代毕沅《〈吕氏春秋〉新校正》之後的一次總整理。

## 延伸阅读
- 呂不韋門客著. . 諸子集成. 中華書局（北京）. 1954.
- 夏緯瑛. . 農業出版社. 1956.
- 尹仲容. . 國立編譯館. 1958.
- 吉聯抗. . 上海文藝出版社. 1978.
- 王利器疏証; 王貞民整理; 邱龐同譯注. . 中國烹飪古籍叢刊（德语：Buchreihe_von_Meisterwerken_der_alten_chinesischen_Kochkunst）. 中國商業出版社. 1984.
- 賀凌虛. . 商務印書館（台灣）. 1970.
- 王范之. . 中華書局. 1981.
- 吳福相. . 文史哲出版社. 1984.
- 林品石. . 商務印書館（台灣）. 1985.
- 田鳳台. . 學生書局（台灣）. 1985.
- 中法漢學研究所. . 上海古籍出版社. 1986.
- 管敏義譯注; 陳奇猷審定. . 寧夏人民出版社. 1988.
- 張雙棣. . 山東教育出版社. 1989.
- 張自文. . 浙江人民出版社. 1991.
- 暴拯群; 李科. . 北京廣播出版社. 1992.
- 張雙棣等. . 北京大學出版社. 1993.
- 張雙棣等. . 山東教育出版社. 1993.
- 劉殿爵; 陳方正. . 商務印書館（香港）. 1994.
- 何科根. . 廣東人民出版社. 1996.
- 梁一群. . 浙江人民出版社. 1996.
- 沼尻正隆. . 汲古書院. 平成九年（1997）.
- 殷國光. . 華夏出版社. 1997.
- 關賢柱; 廖進碧; 鐘雪麗. . 貴州人民出版社. 1997.
- 蕭鳳. . 宗教文化出版社. 1998.
- 王雙. . 廣西人民出版社. 1999.
- 許維遹. . 中華書局. 2009.
- 張富祥. . 河南大學出版社. 2001.
- 史義軍; 張榮慶. . 2001.
- 陳學良. . 上海人民出版社. 2002.
- 王利器. . 巴蜀書社. 2002.
- 張雙棣. . 山東教育出版社. 2002.
- 張玉春等. . 黑龍江人民出版社. 2003.
- 廖名春; 陳興安. . 巴蜀書社. 2004.
- 陳偉光. . 中文大學出版社. 2006.
- 王啟才. . 學苑出版社. 2007.
- 吳蘇林. . 新疆青少年出版社. 2009.
- 許富宏. . 上海古籍出版社. 2009.
- 王曉明. . 江西人民出版社. 2010.
- 曾國華. . 花木蘭出版社. 2010.
- 殷國光. . 天津古籍出版社. 2011.
- 何志華. . 中華書局（香港）. 2015.

[在维基数据编辑]
 在维基文库阅读本作品原文（ 在维基共享资源阅览影像）
 《吕氏春秋 (四庫全書本)》
 《呂氏春秋 (四部叢刊本)》